# CAPN2
CAPN2‏ (Calpain 2) هوَ بروتين يُشَفر بواسطة جين CAPN2 في الإنسان.